# 雷军
雷军（1969年12月16日—），湖北仙桃人，无党派人士，中国大陆企业家、高级软件工程师、天使投资人，小米科技创始人、董事长兼首席执行官，金山软件公司董事长，一度同時兼任金山、YY、猎豹移动等三家上市公司董事长。在2025年全球亿万富豪榜，排名第32位，财富值435亿美元。
雷军1992年参与创办金山软件，1998年出任金山软件CEO。2007年，金山软件上市后，雷军卸任金山软件CEO，转任副董事长。2011年7月，雷军重返金山软件，任金山软件公司董事长。2000年创办了卓越网，2004年出售给亚马逊。同时，雷军作为天使投资人，投资了YY、UC等多家创新型企业。2010年4月6日，雷军选择二次创业，建立了小米公司，现已成为世界500强企业、全球第三大智能手机供应商并建成了全球最大消费类IoT物联网平台。
雷军于2017年11月27日就任第十二届中华全国工商联合会副主席、2013年3月在广东省选举区被选为第十二届全国人民代表大会代表，随后于2018年3月转而在北京市选举区当选连任至今。

## 履历
1969年12月16日，雷军出生于湖北省仙桃市。1987年，毕业于湖北沔阳中学，考入武汉大学计算机科学系就读，并于1990年7月获得理学学士学位。在大学期间，他仅用2年时间就修完了大学毕业所需的全部学分，完成了毕业设计。同在此期间，他与朋友王全国合作成立黄玫瑰工作室。在这里雷军开发了BITLOK加密软件、免疫90杀毒软件以及RI内存清理工具等工具软件，BITLOK在当时加密软件圈引起了不小的反响，很受程序员和开发者的欢迎，据雷军自己称，“销量不错，卖了不少钱”。同时还编撰了《深入DOS编程》和《深入Windows编程》两本书。大学毕业后，雷军就开始闯荡计算机市场了。他著过编程的书，写过加密软件，甚至还当过駭客。两年下来，雷军就成了武汉电子一条街颇有名气的人物。
1991年毕业后来到北京，就职于北京遥测技术研究所。同年底结识求伯君，1992年初在金山软件的珠海研发部实习，7月正式加入金山软件，并于8月15日组建金山北京开发部。1994年7月，成立北京金山软件公司，出任总经理。1996年4月底，因“盘古软件”失败，雷军提出辞职，但最终休假半年，1996年11月回归金山。1998年8月12日，联想集团注资重组金山软件，雷军出任金山软件公司总经理。2000年3月出任卓越网董事长。2001年出任金山软件公司总裁兼首席执行官。
此外，他还于2000年12月出任北京市政府顾问。目前雷军还担任北京软件行业协会副会長。
2007年12月20日，传出雷军以“健康理由”辞去金山软件公司总裁与CEO的职务，留任副董事长的传闻，随后得到金山官方消息的确认。2011年，雷军再度出任金山集团董事长。
2008年10月16日，雷军正式出任优视科技的董事长。
2010年4月，雷军与林斌、周光平、刘德、黎万强、黄江吉、洪峰六人煮了一锅小米粥就联合创办了小米科技公司，并于2011年8月公布其自有品牌手机小米手机。如今小米科技公司旗下已有众多数码、科技产品及相关配件。同时，由小米公司以及其投资的青米（插线板）、华米（小米手环、华米手表）、绿米（小米家庭网关等）、田米（小米笔记本Air）等公司共同组建了小米生态链企业。截至2014年12月的融资，小米科技估值超过450亿美元。
雷军作为重要的天使投资人，他的投资法则是：不熟不投，只投人不投项目，第三是帮忙不添乱。
2012年當選北京市人大代表。2013年当选为第十二届全国人民代表大会广东地区代表。
2013年12月26日，成立“北京小米支付技术有限公司”，公司注册资本5000万人民币，公司法定代表人及董事长为雷军。
2018年2月24日，当选为第十三届全国人大代表。
2018年6月21日，雷军携小米核心高管，开始在香港的上市路演，小米交易代码为01810.HK。招股书显示，小米计划发行21.8亿股股份，IPO定价区间在17港元至22港元，融资规模不超过61亿美元之间。法定股本总面值67.5万美元，由700亿A类股（价值17.5万美元）和2000亿B类股（价值50万美元）组成，据此调整后的小米总市值约为539亿-697亿美元。
2018年7月9日上午9点30分钟，雷军敲响了小米上市的锣声，带领这家成立8年的公司，正式登上了香港证券交易所的舞台，也成为港交所第一支“同股不同权”的上市企业，港交所甚至为此次上市特意定制了一面新的铜锣。
2019年，小米成为了世界500强企业之一，同时也是其中最年轻的公司。
2020年，小米开始全力进军高端市场，推出小米10系列，标志着品牌形象向“技术+品质”转型。
2021年3月，雷军官宣小米进军智能电动汽车行业，并亲自挂帅负责该项目，计划未来10年投资100亿美元。
2023年2月25日，当选为第十四届全国人大代表。
2024年3月，小米首款电动车“小米SU7”正式亮相，主打高性能智能化，引发业界热议，雷军亲自主持发布会。小米汽车获得大量订单：首批车型市场反响热烈，预售订单突破10万，标志着雷军布局造车战略初战告捷。
2025年5月，雷军全程主持小米15周年战略新品发布会，发布了诸如玄戒O1/T1，小米YU7等产品，引发巨大反响。

## 社会活动
2022年2月，担任2022年冬季奧林匹克運動會火炬手。

## 荣誉记录
- 1998年，受聘武汉大学名誉教授。[32]
- 1999年、2000年、2002年，《中国青年报》等媒体评选中国大陸IT业十大风云人物。
- 2002年，首届北京十大优秀青年企业家。
- 2003年，当选“武汉大学杰出校友”[32]
- 2005年，获选成为中国大陸游戏十大风云人物。
- 2012年12月，获得“中国经济年度人物新锐奖”。
- 雷军曾任两届海淀区政协委员，2012年当选北京市人大代表，2013年2月当选全国人民代表大会代表。
- 2013年3月，获得《财富》杂志“全球十一位颠覆商业规则的创新者”的奖项。
- 2013年10月，《中国工商》杂志、华商韬略编辑委员会、中华工商联合出版社联合发起《民营力量璀璨中国梦想——100位对民族产业贡献卓著的民营功勋企业家》荣誉报道活动，雷军获“对民族产业贡献卓著的民营功勋企业家”荣誉。
- 2013年12月，再次获得“中国经济年度人物”及“十大财智领袖人物”。
- 2014年2月，小米科技创始人雷军首次以280亿元人民币财富进入“胡润全球富豪榜”，跃居大中华区第57名，全球排名第339位。
- 2014年12月，杂志网站宣布，雷军当选《福布斯》亚洲版2014年度商业人物。[33]
- 2015年4月3日，家乡沔阳商会成立，雷军当选为沔商总会会长。
- 2015年4月，入选《时代周刊》2015年“百位最具影响力人物”。[34]
- 2015年10月，小米科技创始人、董事长兼首席执行官雷军在纽约联合国总部获得亚洲协会颁发的“2015亚洲创变者奖”（Game Changer Awards）。
- 2015年10月23日，胡润研究院发布了《2015年信中利·胡润IT富豪榜》，榜单显示，雷军以895亿人民币排名第三。[35]
- 2015年10月26日，2015年福布斯中国富豪榜百强出炉，雷军以132亿美元排名第四。[36]
- 2016年2月胡润研究院发布《2016胡润全球富豪榜》，雷军以920亿人民币财富排名第62位。[37]
- 2016年3月2日，小米科技创始人雷军近日成为《连线》杂志英国版封面，配图标题是It’s time to copy China。[38]
- 2016年3月15日，彭博社发布了最新一期的“彭博亿万富翁指数”，雷军以71亿美元排名第168位。[39]
- 2016年4月，位列“中国最具影响力的50位商界领袖”第20名。[40]
- 2016年5月18日，《关于中国证券投资基金业协会专业委员会委员基金从业资格认定的通知》发布，经中国证券投资基金业协会研究决定，雷军具备基金从业资格。[41]
- 2016年12月8日，“影响中国”2016年度人物，雷军被评为“年度经济人物”。[42]
- 2017年4月，《财富》50位中国商界领袖排名出炉，雷军排名第26位。[43]
- 2018年10月，被中央统战部、全国工商联推荐为改革开放40年百名杰出民营企业家。[44]
- 2018年10月，2018年胡润百富榜发布，雷军位列第10名。[45]
- 2019年3月，以96亿美元财富排名2019年福布斯全球亿万富豪榜第143位。[46]
- 2019年8月29日，被中央统战部、工业和信息化部、人力资源社会保障部、市场监管总局、全国工商联授予“优秀中国特色社会主义事业建设者”称号。[47]
- 2019年胡润百富榜排名第29位。[48]
- 2019年10月1日，雷军以民营高科技企业家代表的身份，参加了新中国七十华诞的庆典，出现在「改革开放」方阵中「春潮滚滚」的花车中。
- 2019年10月21日，获得“复旦企业管理杰出贡献奖”。[49]
- 2021年4月，雷军以230亿美元财富位列《2021福布斯全球富豪榜》第75名。[50]
- 2022年1月10日，入选“2021年中国民营经济十大新闻人物”，排名第3位。[51]
- 2025年6月10日，担任第三届沔商总会名誉会长。[52]

## 轶闻
2015年4月23日，小米在印度新德里召开小米4i发布会，期间雷军用英语问候，因其搞笑的口音和一直提及的一句“Are you OK？”，被Bilibili的用户“Mr.Lemon”制作鬼畜视频《Are you OK》，播放量已达数千万次，也有大量其他用户制作相关的鬼畜视频。他本人表示，大家开心就好，随后小米公司官方账号也入驻Bilibili。
2023年11月29日，雷军向母校武汉大学捐赠13亿元现金，创中国高校单笔个人现金捐赠纪录。
2024年，雷军被民众拍到正在驾驶一辆法拉利Purosangue，此前有消息指出小米即将在年底发布 SUV 车型，这让人们产生了联想。而实际上在次年3月28日，小米才正式公布其首款SUV图片，随后在同年5月22日的小米15周年战略新品发布会上进行预发布。